# 因赫涅羅華雷斯
因赫涅羅華雷斯（西班牙語：Ingeniero Juárez），是阿根廷的城鎮，位於該國東北部福爾摩沙省，是馬塔科斯縣的首府，距離福莫薩400公里，海拔高度154米，2010年人口12,798。
23°54′S 61°51′W / 23.900°S 61.850°W